# Parapiophila baechlii
Parapiophila baechlii is een vliegensoort uit de familie van de Piophilidae. De wetenschappelijke naam van de soort is voor het eerst geldig gepubliceerd in 1996 door Merz.